# Французская Северная Африка

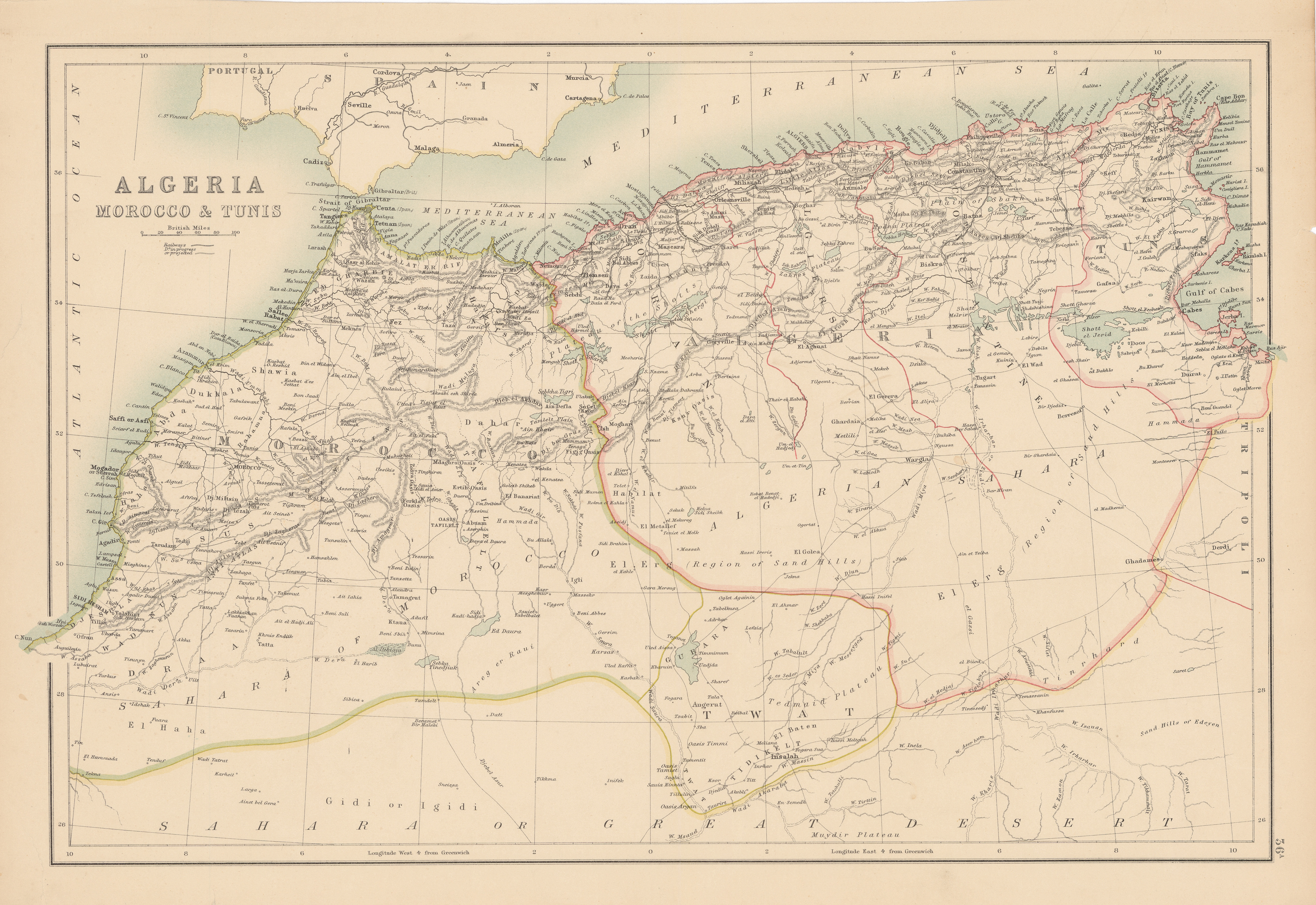
Французская Северная Африка в XIX веке

Французская Северная Африка (фр. L’Afrique française du Nord, AFN или A.F.N.) — колониальное владение Франции в Северной Африке в XIX—XX веках. Включала в себя Алжир, Тунис, Марокко.

## История
В 1830 году французы начали колонизацию Северной Африки. Лучшие земли страны были заселены колонистами из Европы. В 1847 году французы полностью захватили Алжир, и в 1848 году он был объявлен территорией Франции, разделён на департаменты во главе с префектами, контролировавшимися французским генерал-губернатором. В 1881 году Франция вторглась в Тунис и 12 мая того же года принудила тунисского бея подписать Бардоский договор о фактическом установлении французского протектората. Однако вооружённая борьба длилась чуть ли не до конца XIX века.
Официальное установление протектората в Марокко произошло 30 марта 1912 года. Вооружённое сопротивление марокканских племён французы смогли сломить лишь к концу 1920-х годов. Во время Второй мировой войны на территории Французской Северной Африки развернулись военные действия. В ноябре 1942 года войска союзников вторглись в колонию и через несколько дней боев освободили территорию Северной Африки от войск режима Виши. Тунис и Марокко получили независимость в 1956 году, Алжир — в 1962 году.